# فاسكو برادو
فاسكو برادو (بالبرتغالية: Vasco Prado‏) هو نحات برازيلي، ولد في 16 أبريل 1914 في أوروغوايانا، ريو غراندي دو سول في البرازيل، وتوفي في 9 ديسمبر 1998.